# Paul Barrere
Paul Barrere (Burbank, 3 luglio 1948 – Los Angeles, 26 ottobre 2019) è stato un musicista statunitense.
È noto in particolare come membro del gruppo rock Little Feat, di cui ha fatto parte dal 1972 al 1979 e dal 1987 alla morte, avvenuta nel 2019.

## Biografia
Barrere è nato a Burbank (California) ed è figlio dell'attore Paul Bryar (nato Gabriel Paul Barrere) e dell'attrice Claudia Bryar (nata Hortense Rizley).
Nel 1972 entra a far parte del gruppo Little Feat, che si era costituito nel 1969.
Negli anni '70 ha anche collaborato con Valerie Carter, Robert Palmer, Nicolette Larson, Tom Johnston e Carly Simon.
Nel 1983 pubblica un album da solista intitolato On My Own Two Feet. Pubblicherà altri due album da solista, ovvero Real Lies (1984) e If the Phone Don't Ring (1995).
Partecipa all'album American Dreams dei The Oak Ridge Boys uscito nel 1989. Nel 1991 partecipa all'album Like Never Before di Taj Mahal. 
Nel 2013 partecipa all'album Plays Well with Others di Greg Koch.
Nel 2015 gli viene diagnosticato un tumore del fegato. È morto nell'ottobre 2019 all'età di 71 anni.